# Artus

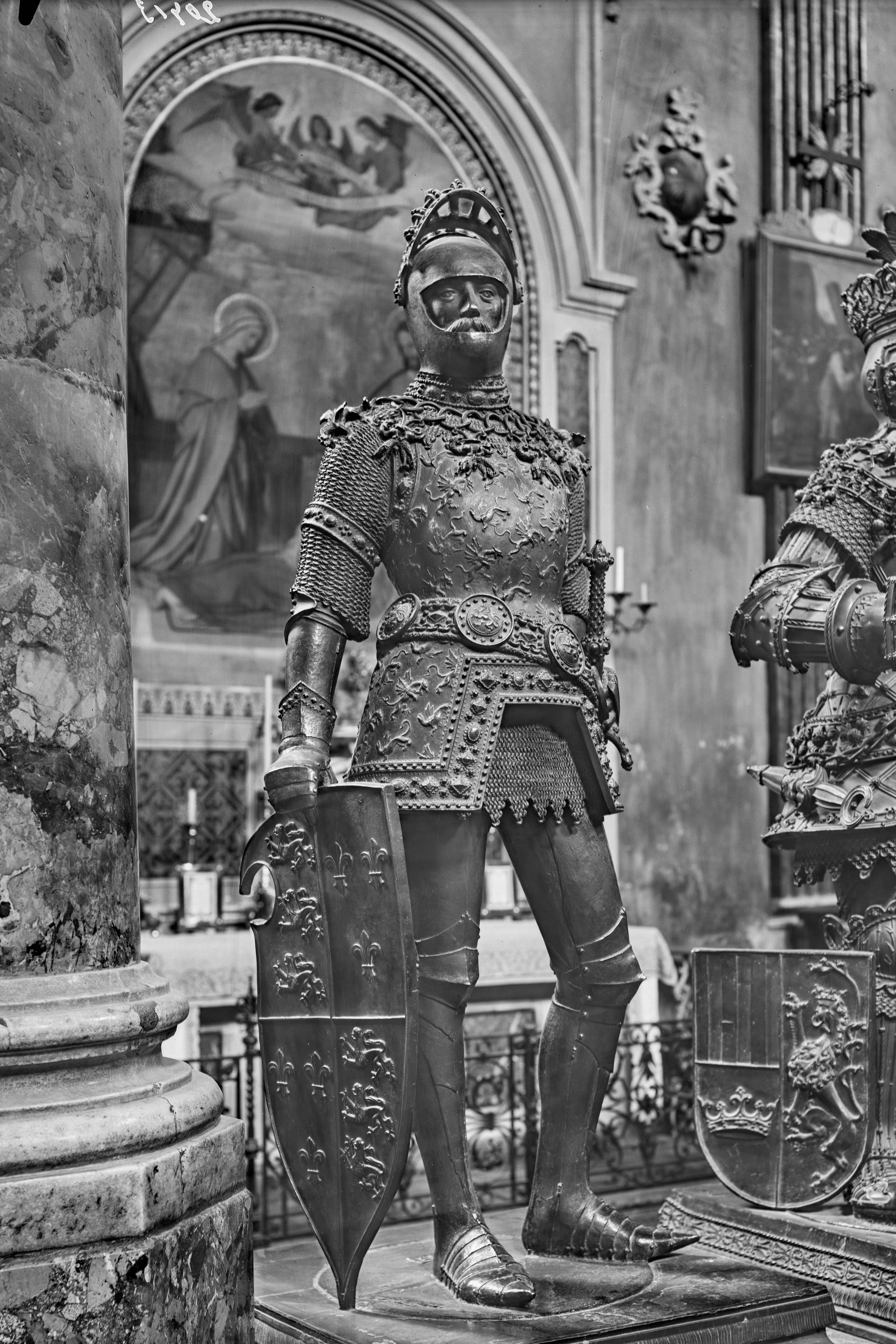
Statue König Artus’ am Grabmal Kaiser Maximilians I. in der Innsbrucker Hofkirche (Peter Vischer, 1512)

König Artus (walisisch Arthur ['arθir]) ist eine Sagengestalt, die in vielen literarischen Werken des europäischen Mittelalters in unterschiedlichem Kontext und unterschiedlicher Bedeutung auftaucht. Sein Herrschaftsgebiet wird in Britannien verortet, d. h. im vormals römisch besetzten und keltisch bestimmten Südteil der Insel Großbritannien. Seit dem späten 9. Jahrhundert überliefern britische Chroniken eine führende und erfolgreiche Teilnahme des Königs in den Kämpfen gegen die dort um 500 n. Chr. eindringenden Angeln, Jüten und Sachsen (Angelsachsen). Seit dem 12. Jahrhundert wurde diese Geschichte in der höfischen Literatur Mitteleuropas ausgeschmückt und in ihre klassische Form gebracht. Ob Artus ein reales historisches Vorbild hatte, ist ungewiss.

## Mythos und Geschichte

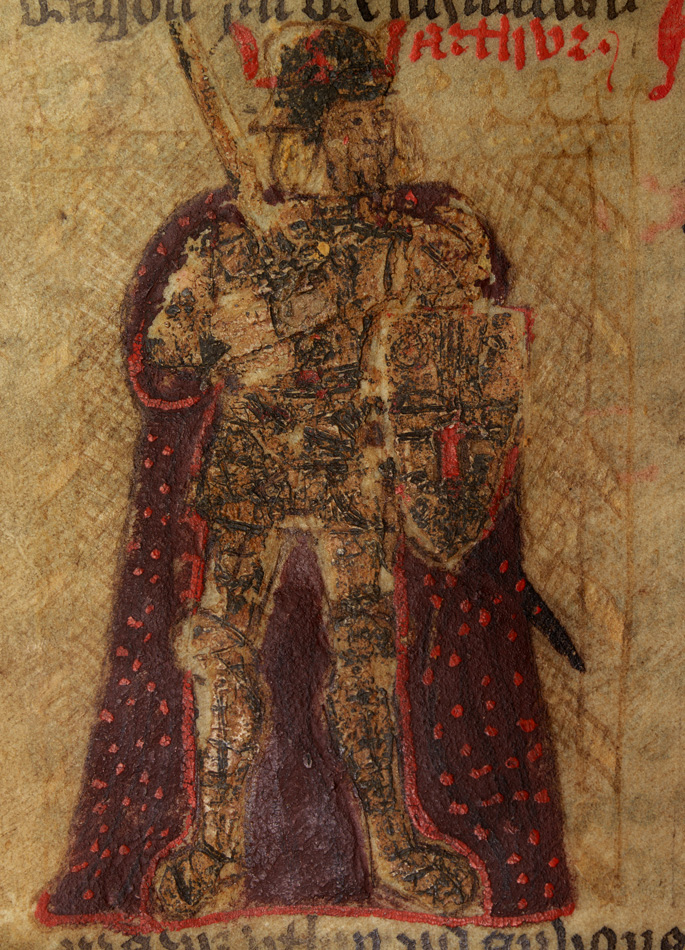
König Arthur in Geoffrey von Monmouths Historia regum Britanniae (15. Jh.)

Artus ist eine wichtige Figur in der Mythologie Britanniens (Matière de Bretagne). In seiner inspirierenden Wirkung auf die Literatur ist er vergleichbar mit Richard Löwenherz und Robin Hood. Artus wird aber auch mit anderen Mythenkreisen wie den Sagen um Merlin, um den Heiligen Gral und die Wilde Jagd in Verbindung gebracht.
Der historische Kern der Artus-Geschichte dürfte in der Völkerwanderungszeit zu suchen sein, als sich die römisch-britische Restbevölkerung nach dem Abzug der römischen Legionen gegen einfallende Angelsachsen zur Wehr setzen musste. Allerdings ist keine Quelle aus so früher Zeit bekannt, die einen König Artus belegen würde; bei Gildas im 6. Jahrhundert trägt der Anführer der Briten vielmehr den römischen Namen Ambrosius Aurelianus. In den frühesten historischen Quellen, die Artus erwähnen, etwa der Historia Brittonum („Geschichte der Briten“) aus dem späteren 9. Jahrhundert, taucht er dann als ein britischer Heerführer der Zeit um 500 n. Chr. auf. Erst aus dem Hochmittelalter sind ausführlichere Darstellungen bekannt. Als älteste überlieferte Artusgeschichte gilt die Historia regum Britanniae („Geschichte der Könige Britanniens“) des Geoffrey von Monmouth (um 1135). In der Folgezeit wurde die Artusgeschichte Gegenstand zahlreicher französischsprachiger höfischer Versepen und Prosaromane. Diese französisch-englische Artusepik befruchtete vom 12. bis zum 14. Jahrhundert die volkssprachlichen Literaturen fast ganz Europas. Zahlreiche Motive traten erst später hinzu, so die berühmte Tafelrunde erstmals in Waces Roman de Brut (Roman über Brutus) um 1190. Viele mittelalterliche Vorstellungen von ritterlichen Tugenden wurden von dem französischen Dichter Chrétien de Troyes um 1170 in die Artus-Epik eingefügt.
Zur Entstehung und zum allmählichen Anwachsen des Legendenstoffs schrieb der Sprachwissenschaftler Wolfgang Meid:

„Die Artussage selbst ist ein merkwürdiges Beispiel für das sich ganz im Untergrund vollziehende Wachsen und Anschwellen einer literarisch nicht tradierten Überlieferung aus verschwindend geringen Anfängen – der historisch nicht beglaubigte Arthur soll als dux bellorum in Kriegen der Briten gegen die Angelsachsen zwölf siegreiche Schlachten geschlagen haben – zu ins Gigantische gesteigerten Ausmaßen, die als märchenhaftes Phantasieprodukt in die kontinentaleuropäischen Literaturen gelangt und dort, gelöst von ihren mythischen keltischen Ursprüngen, ein Eigenleben entfaltet.“

## Die Artussage
Die Sage spielt vor dem Hintergrund realer Ereignisse im 5. und 6. Jahrhundert n. Chr., sie passt dieses spätantike Szenario allerdings mittelalterlichem Denken an: Britanniens Machthaber (in der Sage handelt es sich um Könige) sind untereinander zerstritten, das Land wird bedroht von Sachsen und Pikten. Die früheren Schutzherren, die Römer, haben sich zurückgezogen, sie überlassen die Verteidigung der Insel den romanisierten Bewohnern. Deren „Hochkönig“ ist Ambrosius Aurelianus, sein Berater und Freund der (sagenhaft von einer Aura des Geheimnisvollen umgebene) Druide Merlin, dessen Vater ein Geisterwesen ist. Merlin war es auch, der den Steinkreis in Stonehenge errichtete. Ein himmlisches Zeichen in Gestalt eines Drachen bedeutet ihm, dass Ambrosius bald sterben und Uther Pendragon (Drachenhaupt) dessen Nachfolge antreten werde. Merlin verkündet Uther dieses Ereignis und verspricht ihm einen Sohn mit überragender Macht.

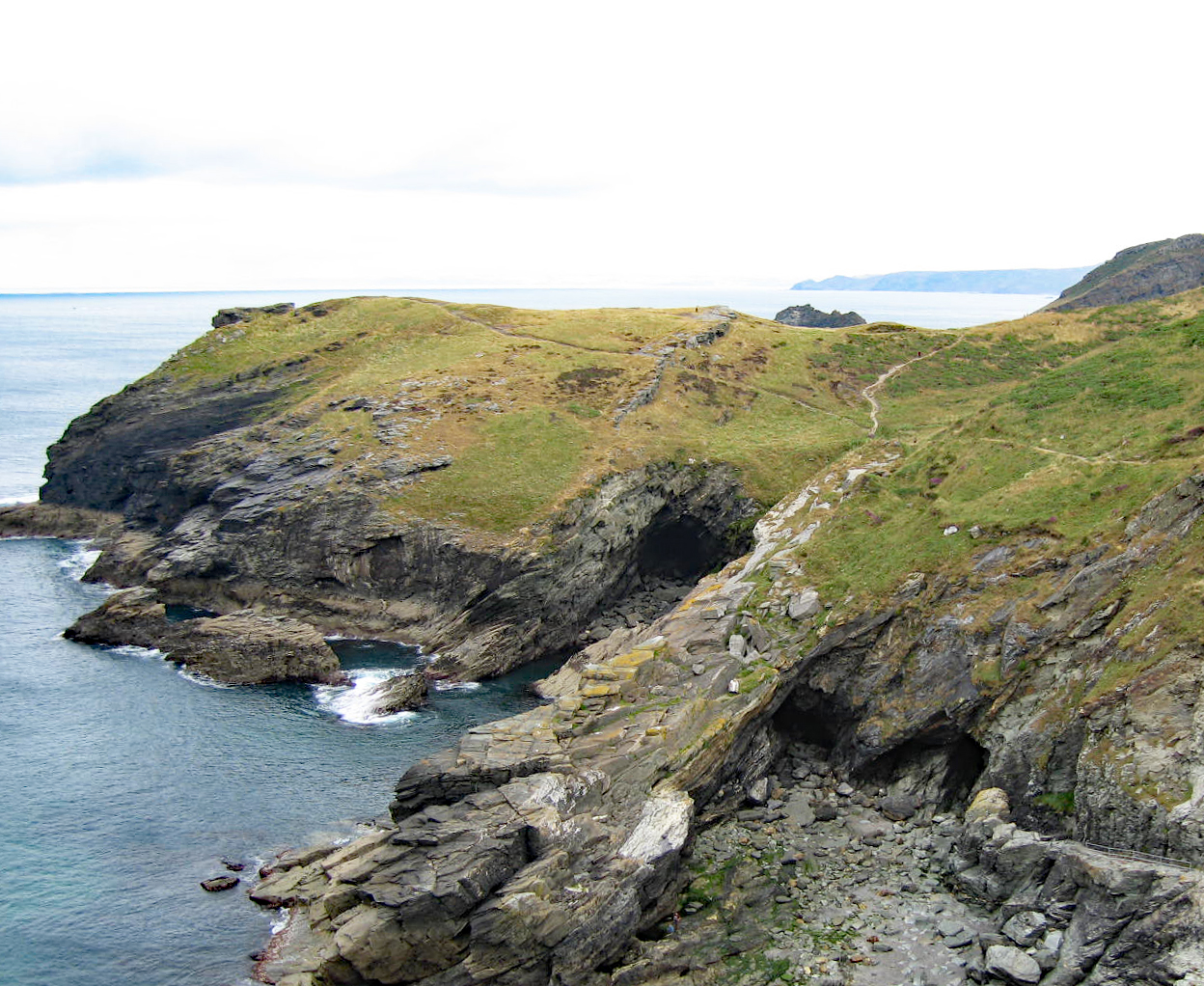
Merlins Höhle, Tintagel, wo der Legende nach Arthur von Merlin aus dem Meer gerissen wurde.

Bei Uthers Krönung lernt dieser Igraine (Igerne) kennen, die Gemahlin des Herzogs Gorlois von Cornwall, und verliebt sich in sie. Der Herzog verlässt daraufhin, ohne Zustimmung des neuen Königs, mitsamt seiner Gemahlin und seinen Leuten den Hof. Wutentbrannt folgt ihm Uther und fällt mit seinem Heer in Cornwall ein. Gorlois bringt Igraine nach Tintagel, seiner uneinnehmbaren Burg, lässt sie dort bewachen und zieht gegen Uther. Der bittet Merlin um seinen Rat. Merlin verwandelt daraufhin Uther in das äußere Ebenbild des Herzogs von Cornwall. So gelingt es dem König, unangefochten Tintagel zu betreten und bei Igraine zu liegen, die ihn für ihren Gemahl hält. In derselben Nacht fällt der Herzog im Kampf, und kurz darauf vermählt sich Uther mit Igraine, die sein Kind erwartet. Nach der Geburt nimmt Merlin den Knaben in seine Obhut und bringt ihn zu Ector, einem vertrauenswürdigen Ritter, bei dem das Kind, das den Namen Arthur (Artus) erhält, aufwächst. Die folgenden Jahre der Regierungszeit Uthers sind ausgefüllt mit ständigen Kriegen gegen Sachsen, Schotten und Iren, und als er stirbt, brechen die alten Feindseligkeiten unter den britischen Kleinkönigen erneut aus.
Inzwischen schmiedet Merlin ein herrliches Schwert, dessen Klinge er unter Zuhilfenahme seiner Zauberkräfte in einen gewaltigen Stein hineintreibt. Der Name des Schwertes ist je nach Legende Excalibur oder Caliburn, und auf seinem Griff steht in goldenen Buchstaben geschrieben: „Wer dieses Schwert aus dem Stein zu ziehen vermag, ist der rechtmäßige König Britanniens.“ Von nah und fern strömen nun alle Edlen zusammen, um ihre Kraft zu erproben, doch keinem gelingt es. Während eines Turniers, an dem Sir Ector, sein Sohn Keie und Arthur als dessen Knappe teilnehmen, vermisst Keie sein Schwert und trägt Arthur auf, es ihm zu holen. Arthur findet es nicht, entdeckt stattdessen das Schwert im Stein, zieht es ohne Mühe heraus und bringt es seinem Stiefbruder. Als diese Tat bekannt wird, erscheint Merlin und verkündet Arthurs wahre Abstammung. Daraufhin wird er zum Hochkönig von Britannien gekrönt. Gegen den Rat Merlins heiratet Arthur Guinevere (Ginevra), die Tochter des Königs Leodegrance. Guinevere bringt als Hochzeitsgeschenk ihres Vaters einen gewaltigen runden Tisch, welcher zum Herzstück der neuen Burg Camelot wird, die sich Arthur erbauen lässt.
Aber Ruhe ist dem jungen Paar nicht vergönnt. Arthur sieht sich gezwungen – wie einst Uther – die ins Land einfallenden Sachsen zu bekämpfen. In vielen blutigen Schlachten bezwingt er sie; die letzte, bei dem Berg Badon, bringt den endgültigen Sieg. Arthur darf sich endlich friedlichen Aufgaben widmen. Er ruft edle Ritter an seinen Hof, veranstaltet glanzvolle Turniere und schart die besten Männer des ganzen Reiches um sich. Sie versammeln sich regelmäßig um den runden Tisch, und bald nennt man sie die „Ritter der Tafelrunde“. König Arthurs Ansehen steigt, er übt Gerechtigkeit gegen jedermann und schickt seine Ritter aus, Unrecht und Willkür zu bekämpfen. Sie bestehen viele Abenteuer, ihre Namen sind unter anderen: Lancelot, Gawain, Keie, Gaheris, Parzival, Bors, Iwein, Erec u. v. a. Tapferkeit und höfisches Benehmen zeichnen sie aus, und der runde Tisch macht alle ohne Abstufung gleich.
Nach langen Friedensjahren naht das Ende. Ein Abgesandter Roms erscheint und verlangt von Arthur Tributzahlungen. Der König weigert sich. Er ernennt seinen Neffen Mordred zum Verwalter des Reiches und Beschützer der Königin und zieht mit seinem Heer gegen Rom. In Gallien erhält er die Nachricht vom Verrat Mordreds, der die zurückgebliebenen Vasallenkönige gegen Arthur aufgewiegelt und die Königin gefangen genommen hat. Arthur kehrt zurück. In der Schlacht von Camlann, in der die besten und berühmtesten seiner Ritter fallen, entscheidet sich auch Arthurs Schicksal. Es gelingt ihm zwar, Mordred im Zweikampf zu töten, er selbst aber wird schwer verwundet auf die geheimnisvolle Insel Avalon entrückt. Von dort, so weiß die Sage zu berichten, kehrt er eines Tages zurück, denn er ist nicht gestorben. In einer anderen Version enthüllt Mordred dem König den Ehebruch Guineveres mit Lancelot. Die Liebenden fliehen und Arthur sieht sich gezwungen, Krieg gegen den ehemaligen Freund zu führen.

### Entstehung, Geschichte und Inhalt der Artussage
Die ersten Artussagen dürften folgendermaßen entstanden sein: Im späten 5. Jahrhundert flüchteten viele Briten vor den Angelsachsen auf das Festland in die heutige Bretagne (damals Aremorica), übten Einfluss auf die Kultur der dortigen Bewohner aus und brachten gewiss auch Sagen und mündliche Überlieferungen von der Insel mit sich. Ab 1066 kamen Bretonen und bretonische Kultur gemeinsam mit den normannischen Eroberern zurück nach England, wodurch die keltisch-britische Tradition erneut belebt wurde, die sich in Wales und Cornwall ohnehin erhalten und unabhängig weiterentwickelt hatte. Mehrere insel- und festlandkeltische Traditionen verdichteten sich dann wohl im späten 11. Jahrhundert zu einer einzigen Sagengestalt namens Artus, die Geoffrey von Monmouth weiterentwickelte.
Der anglonormannische Dichter Wace schrieb eine Reimchronik (Roman de Brut) über die „Geschichte Britanniens“ in altfranzösischer Sprache, die auf dem Werk des Geoffrey of Monmouth basiert, und erweiterte sie um einige Motive, wie zum Beispiel die Tafelrunde oder die Entrückung Artus’ nach Avalon. Reisen lebender Personen in eine andere Welt waren ein fester Topos der keltischen Mythologie, und bereits der spätantike griechische Geschichtsschreiber Prokopios von Caesarea hatte im 6. Jahrhundert berichtet, die Kelten glaubten daran, dass die Seelen der Toten nachts zu einer geheimnisvollen Insel gebracht würden (Historien 8,20,47–57).
In Wace’ Version ist Artus der Sohn von Uther und Igraine und wird mit 15 Jahren König von England und Wales. Seine Ritter versammelt er an einem runden Tisch, um Rangstreitigkeiten zu vermeiden. Gegen die Sachsen führt er zahlreiche erfolgreiche Abwehrschlachten und gegen Irland, Island, Norwegen und Gallien Eroberungskriege. In Gallien besiegt er den römischen Tribun Frollo und hält in Paris Hof. Er heiratet Guinevere, eine Tochter aus einer edlen römischen Familie. In der „Stadt der Legionen“ hält er einen Hoftag für ganz Europa ab. Wegen seiner Angriffe auf das römische Imperium wird er vom römischen Kaiser herausgefordert und erschlägt auf dem Weg nach Rom den Riesen vom Mont Saint-Michel. Die entscheidende Schlacht gegen die vom Procurator Lucius Tiberius befehligten Römer gewinnt er bei Saussy. Beim Weitermarsch nach Rom erhält er aber die Nachricht, dass sein Neffe Mordred daheim die Herrschaft übernommen und die Königin in seinen Besitz gebracht hat. Artus kehrt zurück und gewinnt zwei Schlachten gegen Mordred, bei der dritten fällt Mordred, doch Artus wird lebensgefährlich verwundet. Er wird zur Genesung auf die Insel Avalon gebracht.
Was den Tod Artus’ betrifft, hielt sich Wace an die Mythologie von Merlin, dem Zauberer: Er selbst zweifle am Tode des Königs, der dereinst wiederkehren werde.
Später wurden die Sagen um König Artus mit anderen keltischen Sagen (u. a. der Sage vom Heiligen Gral) verknüpft und entwickelten sich von einem Lebensbericht einer möglicherweise im Kern historischen Figur endgültig zu einer Sammlung von Heldentaten und zur Beschreibung eines idealen mittelalterlichen Königs, wie ihn sich viele wünschten.
Einige Versionen unterscheiden sich dabei voneinander in der Schilderung sittlichen Verhaltens. Während in der vornehmen Fassung Artus das legitime Kind Uthers und seiner Frau ist, Mordred der Neffe Artus’ und Lancelot Guinevere einfach nur verehrt (Hohe Minne), besucht Uther in der volkstümlichen Fassung die Frau eines Herzogs in dessen Gestalt, Lancelot und Guinevere begehen Ehebruch und Mordred (sowie manchmal auch Lancelot) ist der Sohn aus einer inzestuösen Verbindung zwischen Artus und seiner Schwester Morgan le Fay. Und in der walisischen Legende Ymddiddan Arthur a’r Eryr („Die Unterredung Arthurs mit dem Adler“) wird Artus, im Gegensatz zum üblichen christlichen Hintergrund, sogar als Heide dargestellt, dem erst ein Adler – sein verstorbener und in einen Adler verwandelter Neffe Eliwlad – das Christentum näher bringt.
Am Endpunkt der Ausschmückungen stellte sich die Sage in etwa so dar: Artus wird als Säugling von Merlin von seinen Eltern weggeholt und von Merlins Freund Hector zusammen mit dessen Sohn Keie erzogen. Artus hält sich für den Sohn Hectors. In Roberts de Boron Merlin, später gefolgt von Thomas Malory, erlangte Artus den Thron, nachdem er ein Schwert aus einem Stein gezogen hat. In diesem Bericht kann diese Tat nur durch den „wahren König“ vollzogen werden, was den vorausgesagten König und wahren Erben von Uther Pendragon bedeutet. Dieses Schwert ist vermutlich das berühmte Schwert Excalibur (oder Caliburn); seine Identität wird später in der so genannten Vulgate Merlin beschrieben. In der Post-Vulgate Merlin’s Continuation steht dann geschrieben, dass Excalibur vielmehr von einer Hand, die aus einem See kam, überreicht wird und es Artus’ Vater Uther von einer jungfräulichen Zauberin, der Herrin vom See, kurz nach dessen Regierungsbeginn gegeben worden ist. Als Uther seinen Tod nahen sieht, stößt er das Schwert in einen Stein mit den Worten, dass nur der rechtmäßige König das Schwert wieder aus dem Stein ziehen kann. In dieser Post-Vulgata-Version kann die Klinge durch jedes Material schneiden, und seine Scheide macht den Träger unsichtbar, nach anderer Überlieferung unverwundbar. Gegen den Rat Merlins, der Unglück voraussieht, heiratet Artus Guinevere, die manchmal die Tochter des Königs eines Nachbarreiches ist.

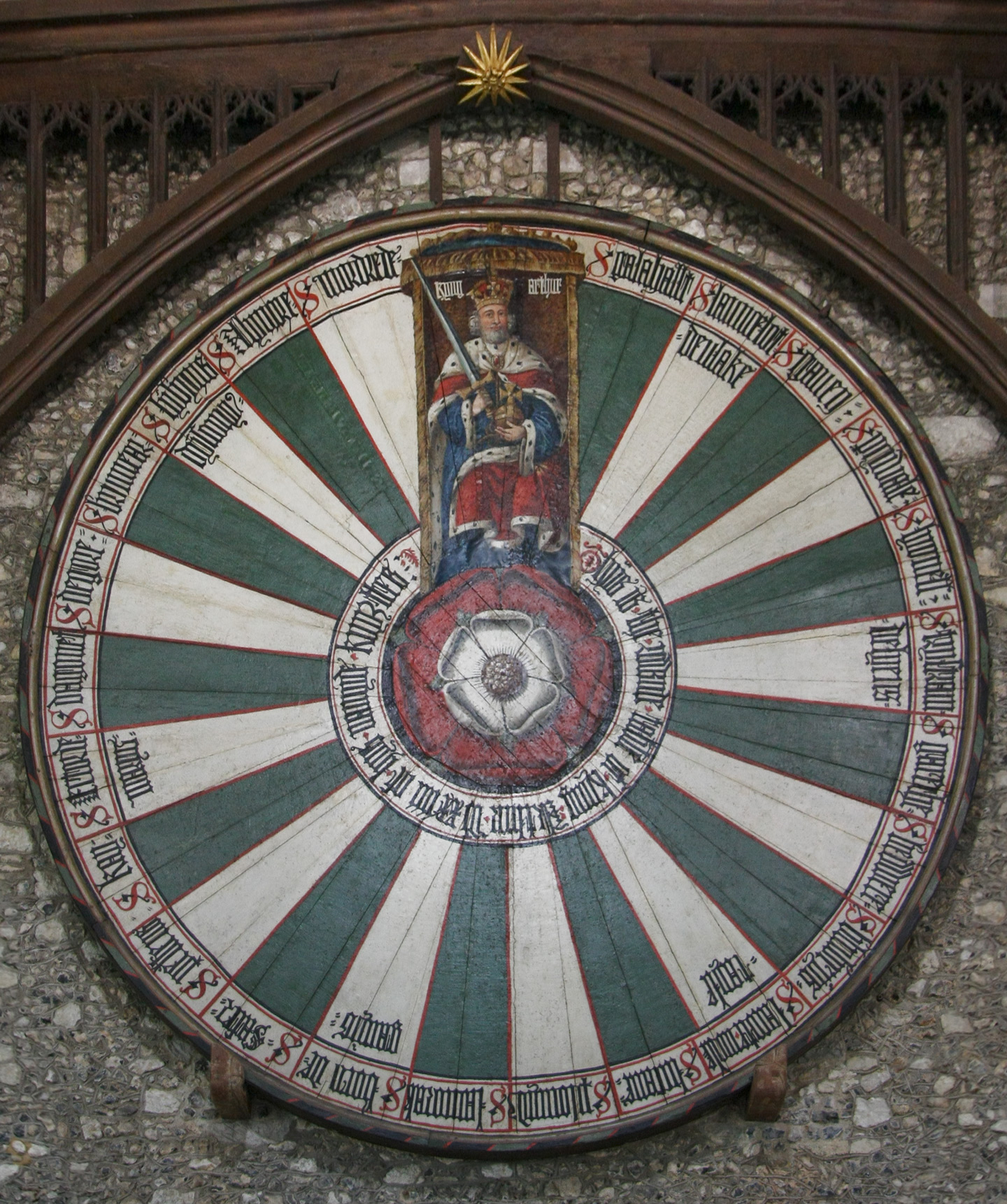
König Artus Runder Tisch in der Großen Halle von Winchester Castle

In den höfischen Versionen der Sage, die mit dem beginnenden 12. Jahrhundert populär wurden, ruft Artus die Ritter der Tafelrunde (Englisch: Round Table) zusammen (Iwein, Erec, Lancelot, Gawain, Galahad und andere). An seinem Hof, der am häufigsten in Camelot gehalten wird, können auch der Zauberer Merlin und der Ritter Parzival gefunden werden. Die Ritter beschäftigen sich mit fabelhaften Suchen, wie zum Beispiel der nach dem Heiligen Gral, oder der Jagd auf das „Questentier“ Glatisant sowie den Eber Twrch Trwyth. Andere Geschichten aus der keltischen Sagenwelt wurden später mit Artus assoziiert, wie die Sage von Tristan und Isolde. Merlin beschützt ihn bei all seinen Unternehmungen, bis er von seiner Geliebten auf ewig zurückgehalten wird. Danach werden fast keine Großtaten König Artus’ mehr berichtet.
Die Romanze zwischen Artus’ bestem Ritter Lancelot und der Königin Guinevere ist der zentrale Grund für den Fall der Welt Artus’: Guinevere soll wegen eines Ehebruchs mit Lancelot (nach anderen Angaben, weil sie einem der Ritter angeblich einen vergifteten Apfel geschenkt hat) auf dem Scheiterhaufen hingerichtet werden. Lancelot befreit sie und tötet dabei zwei Brüder Gawains, der bis dahin ein guter Freund Lancelots war. Dieser schwört Rache. Obwohl sich Artus später wieder mit Guinevere versöhnt, verfolgt sein Heer auf Gawains Drängen hin den aus der Tafelrunde ausgestoßenen Lancelot. Gawain verzeiht Lancelot, als dieser ihn in einem Zweikampf besiegt und ihn dennoch nicht tötet. Trotzdem ist die Krise noch nicht zu Ende. Artus erhält die Nachricht, dass Mordred unter dem Vorwand, Artus sei tot, Guinevere zur Frau genommen hat und sich nun „König Britanniens“ nennt. Artus kehrt nach Hause zurück. Schließlich tötet er Mordred in der blutigen Schlacht von Camlann, wird aber selbst tödlich verwundet. Er bittet einen der letzten Ritter, die noch am Leben sind, sein Schwert, das er von der „Dame vom See“ erhalten hat, dieser zurückzugeben, was der Ritter, nachdem er mehrmals versucht hat, Artus zu belügen und das Schwert zu behalten, auch tut. Dann wird Artus von drei Priesterinnen der Andersweltinsel Avalon abgeholt. Ob er dort stirbt oder überlebt, wird in den meisten Sagen nicht näher erklärt.

### Fortleben des Mythos
Lange Zeit glaubten jedenfalls die Briten – und nicht nur sie – an eine Wiederkehr Artus’ (vergleiche Friedrich Barbarossa). Für die gegen die Engländer rebellierenden Waliser war Artus ein Idol.
Und im 12. Jahrhundert noch fragte der Gelehrte Alanus:

„Wo ist ein Ort innerhalb der Grenzen des Christenreiches,
zu dem die beflügelten Lobpreisungen des Briten Artus
noch nicht gelangt sind?
Geht und verkündet, dass Artus tot sei. Ihr werdet kaum
unbeschädigt davonkommen, ohne von den Steinen eurer Zuhörer
zerschmettert zu werden.“

### König Artus und der Heilige Gral
König Artus wird immer wieder mit dem Heiligen Gral in Verbindung gebracht.
In einer Fassung der Sage soll die „Tafelrunde“ immer an dem Königshof gestanden haben, dessen Ritter nach dem Gral suchten. Das sei zuerst Uther Pendragon gewesen, dann Guineveres Vater Leodagan und schließlich Artus.
In der anonym überlieferten Dichtung Quête du saint Graal, die Teil des Prosa-Roman-Zyklus Lancelot-Graal (geschrieben um 1215/30) ist, fanden schließlich drei von Artus’ Rittern, nämlich Perceval, Bors de Ganis und Galahad, der Sohn des Lancelot, den Gral und brachten ihn an seinen Platz in einer Kirche im Nahen Osten.

### Ausbreitung der Artussage und Artusromantik

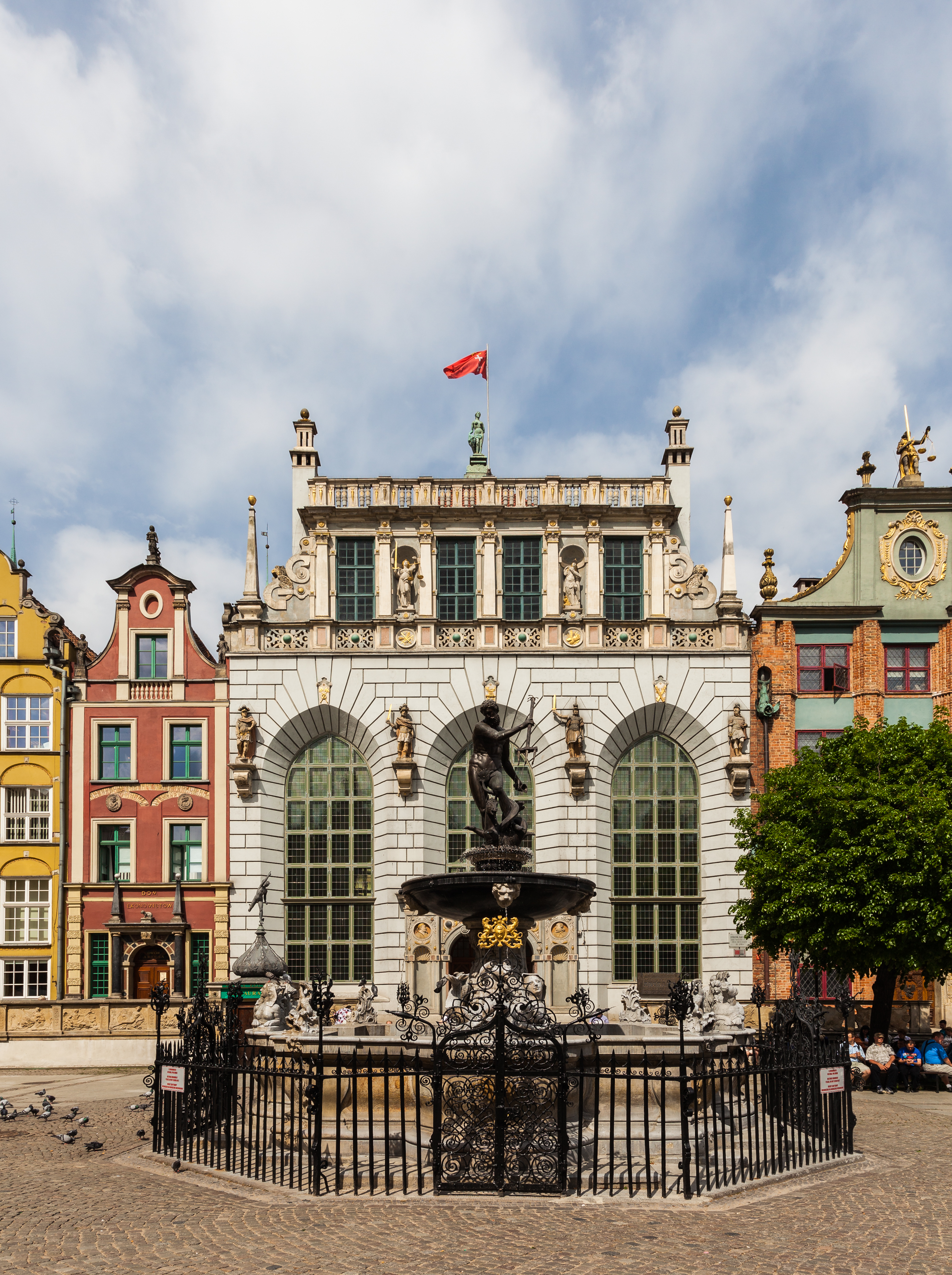
Artushof Danzig

### Camelot – Identifikationsversuche

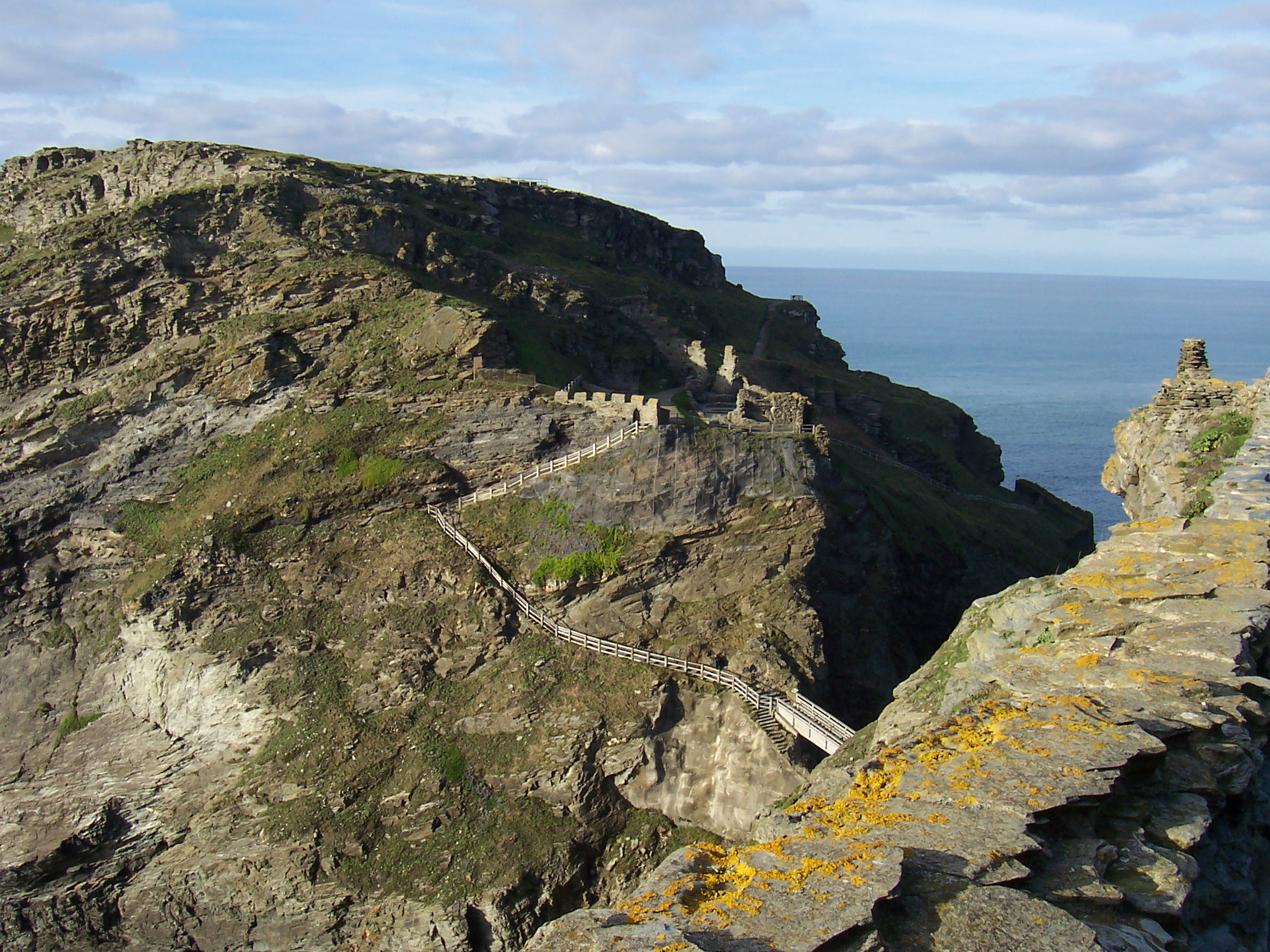
Heutige Überreste von Tintagel Castle.